# Aprostocetus alveatus
Aprostocetus alveatus är en stekelart som beskrevs av Graham 1961. Aprostocetus alveatus ingår i släktet Aprostocetus och familjen finglanssteklar. Arten är reproducerande i Sverige. Inga underarter finns listade i Catalogue of Life.